# Acca (plante)
Pour les articles homonymes, voir Acca.
Genre
Synonymes
- Feijoa O. Berg[2]

Acca est un genre de plantes à fleurs de la famille des Myrtaceae.
Ce sont des arbustes ou de petits arbres originaire de Bolivie et du Pérou.

## Liste d'espèces
Selon BioLib (24 mai 2018) :
- Acca lanuginosa (Ruiz & Pav. ex G. Don) McVaugh
- Acca sellowiana (O. Berg) Burret

Selon Catalogue of Life (24 mai 2018), World Checklist of Selected Plant Families (WCSP) (24 mai 2018) et The Plant List (24 mai 2018) :
- Acca lanuginosa (Ruiz & Pav. ex G.Don) McVaugh (1956)
- Acca macrostema (Ruiz & Pav. ex G.Don) McVaugh (1956)
- Acca sellowiana (O.Berg) Burret (1941)

Selon ITIS (24 mai 2018) et NCBI (24 mai 2018) :
- Acca sellowiana (O. Berg) Burret

Selon Tropicos (24 mai 2018) (Attention liste brute contenant possiblement des synonymes) :
- Acca domingensis O. Berg
- Acca glazioviana Kiaersk.
- Acca lanuginosa (Ruiz & Pav. ex G. Don) McVaugh
- Acca macrostema (Ruiz & Pav. ex G. Don) McVaugh
- Acca peruviana O. Berg
- Acca sellowiana (O. Berg) Burret
- Acca velutina Burret